# برمن (جورجیا)
برمن، جورجیا (به انگلیسی: Bremen, Georgia) یک شهر در ایالات متحده آمریکا با جمعیت ۶٬۲۲۷ نفر است که در جورجیا واقع شده‌است.

## موقعیت جغرافیایی
موقعیت جغرافیایی شهرها و مناطق اطراف به شرح زیر.است: